# 韓起
韓起（？—前514年），姬姓、韓氏，名起，谥号宣，史称韓宣子。韓厥的庶子。是中国春秋时期晋国韩氏第六任的领袖。
嫡兄韓無忌罹患不治之症，韓起代兄为继承人。前566年，韓厥後継为韓氏领袖。6年後，前560年，正卿及中軍将智罃、下軍佐士魴相继去世，韓起任上軍佐。前541年趙武死後，韓起任正卿及中軍将。前514年，韓宣子死后，儿子韩贞子韓须继位。
| 前任： 韓獻子 | 晉國韓氏領袖                 | 繼任： 韩贞子 |
| 前任： 趙武   | 春秋晉國正卿 前541年—前514年 | 繼任： 魏舒   |